# Бискамжа (река)
Бискамжа (хак. Писхамҷы суғ) — река в Хакасии на северо-западном склоне Абаканского хребта, правый приток реки Тузахсуг (бассейн Томи). Длина — 24 км. Протекает по территории Аскизского района.
Исток расположен в 5,5 км от горы Карлыган, устье — в центральной части ж.-д. ст. Бискамжа. Абсолютная высота истока — 1120 м, устья — около 550 м. Бискамжа имеет 17 мелких притоков без названий. В годовом ходе водного режима выделяются: весенне-летнее половодье, летне-осенние дождевые паводки, летне-осенняя и зимняя межень. В долине расположено около 20 км железной дороги с железнодорожными станциями: Западный Портал, Ала-Тау, Ясная Поляна, Бискамжа. Водные ресурсы используются в хозяйственно-бытовых целях. Высота устья — 598 м над уровнем моря.

## Данные водного реестра
По данным государственного водного реестра России относится к Верхнеобскому бассейновому округу, водохозяйственный участок реки — Томь от истока до города Новокузнецк, без реки Кондома, речной подбассейн реки — Томь. Речной бассейн реки — (Верхняя) Обь до впадения Иртыша.